# Kryptopterus
Kryptopterus és un gènere de peixos de la família dels silúrids i de l'ordre dels siluriformes.

## Distribució geogràfica
Es troba al Sud-est asiàtic.

## Taxonomia
- Kryptopterus apogon (Bleeker, 1851)
- Kryptopterus baramensis (Ng, 2002)[3]
- Kryptopterus bicirrhis (Valenciennes, 1840)[4]
- Kryptopterus cheveyi (Durand, 1940)
- Kryptopterus cryptopterus (Bleeker, 1851)
- Kryptopterus dissitus (Ng, 2001)[5]
- Kryptopterus geminus (Ng, 2003)[6]
- Kryptopterus hesperius (Ng, 2002)[3]
- Kryptopterus hexapterus (Bleeker, 1851)
- Kryptopterus lais (Bleeker, 1851)
- Kryptopterus limpok (Bleeker, 1852)
- Kryptopterus lumholtzi (Rendahl, 1922)
- Kryptopterus macrocephalus (Bleeker, 1858)
- Kryptopterus minor (Roberts, 1989)
- Kryptopterus mononema (Bleeker, 1847)
- Kryptopterus moorei (Smith, 1945)
- Kryptopterus palembangensis (Bleeker, 1852)[7]
- Kryptopterus paraschilbeides (Ng, 2003)[8]
- Kryptopterus parvanalis (Inger & Chin, 1959)
- Kryptopterus piperatus (Ng, Wirjoatmodjo & Hadiaty, 2004)[9]
- Kryptopterus platypogon (Ng, 2004)[10]
- Kryptopterus schilbeides (Bleeker, 1858)[11][12][13][14][15][16]